# 印斯茅斯之馆
《印斯茅斯之馆》是1995年第一人称电子游戏，对应Virtual Boy游戏机，由Be Top开发、I'Max在日本发行。玩家扮演携带《死者之书》的侦探，从怪物横行的宅邸中逃脱。游戏分为若干关卡，玩家需要在关卡时限内逃离迷宫。
游戏借鉴了H·P·洛夫克拉夫特小说《印斯茅斯之影》的舞台，惟登场的原作要素只有鱼形怪。评价认为游戏Virtual Boy的红黑画面与洛夫克拉夫特式恐怖相得益彰，属于该平台游戏中的佳作；但亦称游戏操作笨拙、难度大。

## 玩法
《印斯茅斯之馆》是恐怖风格第一人称射击游戏。游戏舞台为1922年的美国乡村，玩家扮演携带《死者之书》的私家侦探，从怪物横行的宅邸中逃脱。宅邸分为多层，亦即多个关卡。每关均有时间限制，玩家要在时限内找到钥匙和门。
玩家要使用两组十字键，一组操控角色进退转身，另一组移动手枪准心。关卡中有鱼形怪袭击侦探，玩家可将之狙杀或逃离避战。关卡中有随机分布的道具，可供恢复角色生命或补充枪支弹药。玩家可以呼出地图，查看当前关卡布局和玩家所处位置；地图会随玩家前行而逐步绘制。每关都有黑白两种宝珠：取得前者时，地图将会显示钥匙、门、道具等之所在；取得后者时，地图将直接补完关卡路线全貌。
玩家过关后将进入关卡路线图界面。和「太空战斗机系列」相似，关卡采用分支路线系统。《印斯茅斯之馆》共有45关，但每轮只能玩到13关。分支处的走向取决于过关时间：如第一关耗时少于30秒则前往上方分支，反之则下行。游戏共有4种结局，具体结局取决于玩家所走的分支。路线图界面有密码，可供玩家之后接续进度游玩。

## 开发
《印斯茅斯之馆》是Virtual Boy游戏，由Be Top开发，I'Max于1995年10月13日在日本发行。游戏取材自H·P·洛夫克拉夫特的中篇小说《印斯茅斯之影》，惟登场的原作要素只有鱼形怪。一如其他Virtual Boy游戏，《印斯茅斯之馆》的画面呈红黑两色，透过向双眼分别投射略有差异的画面来营造立体感。游戏面世于短命主机Virtual Boy的末期，发行数量有限，有收藏价值。

## 评价
《印斯茅斯之馆》发行之时反响平淡。《Fami通》编辑濱村通信称游戏平衡性差，“运气不佳则无法通关”；Rolling内泽认为游戏节奏过快，玩家赶时间无暇体验刺激感；羽田隆之表示游戏虽然很难，但与Virtual Boy搭配相得益彰，是该平台上为数不多的成功之作。《VB Guide》称Virtual Boy画面适合表现《印斯茅斯之馆》这种恐怖黑暗作品，但亦批评游戏手感不佳，角色容易死亡。《任天堂杂志》评价消极，但认为游戏融合了角色扮演和恐怖元素，会受日本市场欢迎。
怀旧评测对《印斯茅斯之馆》亦褒贬不一。游戏媒体人称，《印斯茅斯之馆》乃为Virtual Boy量身定制而作，红黑画面与洛夫克拉夫特式恐怖相得益彰，并称游戏虽非杰作，但也难以想象是彼时之物。「PC Magazine」的Benj Edwards认为游戏素质一般，但玩家可为难度和洛式恐怖而一试。《官方任天堂杂志》编辑更持批判态度，称游戏手感生硬、精灵图品质差。「Nintendo Life」的Dave Frear认为，《印斯茅斯之馆》关卡丰富、结局多样，是Virtual Boy上罕有的第一人称游戏，其概念颇具新意，值得一玩。但他亦批评游戏操作笨拙、画面单调、战斗乏味。「懷舊玩家」编辑亦批评了游戏操作和画面，并称密码系统和时限机制有损氛围感和紧张感。
《印斯茅斯之馆》为后续游戏的发展开启了先河。「影音俱樂部」撰稿人安东尼·约翰·安杰洛和「硬核游戏101」编辑指出了双方向键操作模式，分别称该作在第一人称射击游戏和虚拟现实恐怖游戏中的领先地位。游戏《Ritualistic Madness》从《印斯茅斯之馆》中得到了启发。